# Гольц, Николай Осипович
Николай Осипович Гольц (5 [17] июля 1800, Санкт-Петербург — 5 [17] февраля 1880, там же) — артист балета и педагог, солист петербургского Большого театра начиная с 1822 года. Выступал в театре более семи десятилетий — сначала как классический танцовщик-премьер, затем как мимический актёр. Исполнитель и постановщик характерных танцев, педагог бального танца, привёзший в Россию польку из Парижа; выдающийся танцор и мимический актёр XIX века.

## Биография

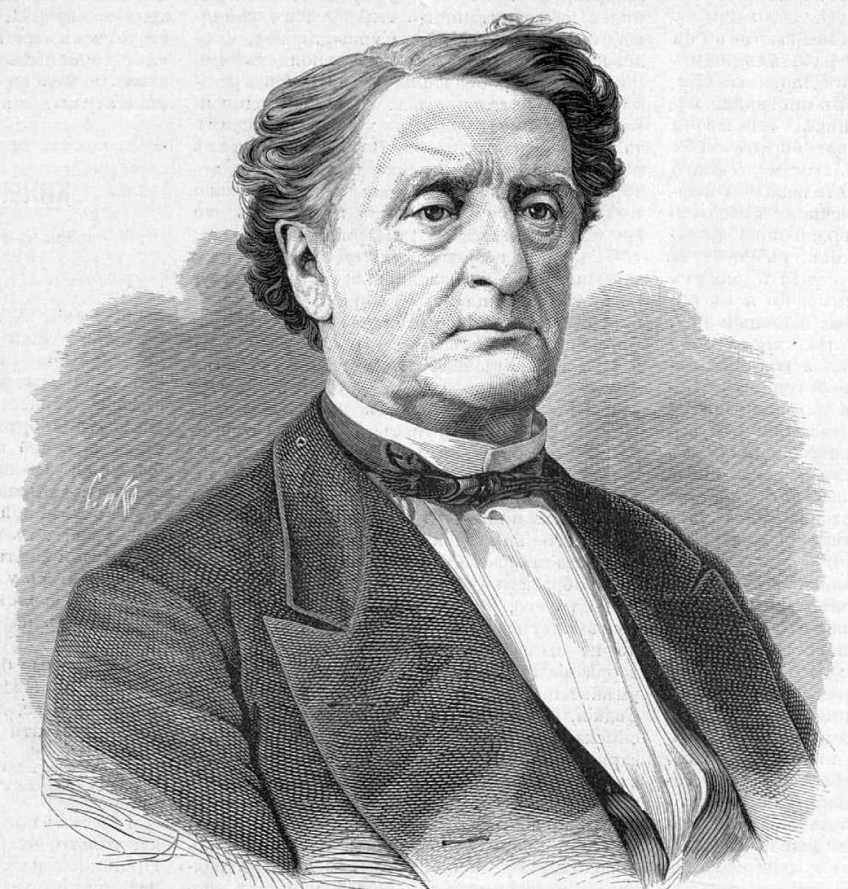
Николай Осипович Гольц

Николай Гольц с 7 лет учился в Петербургском театральном училище у педагогов Якова Люстиха и Шарля Дидло. Любимый учеником Дидло, а позже и его сподвижник, он был постоянным исполнителем основных партий в его постановках. Дидло о нём писал: «Полезный в танцах, будучи единственным в благородной пантомиме, превосходный в характерных танцах».
Ещё в годы ученичества его способности обратили на себя особое внимание. В 1808 году, в возрасте 8 лет, он исполнил свою первую сольную партию на профессиональной сцене — Амура в балете Дидло «Зефир и Флора». По окончании учёбы в 1822 году был принят в петербургскую балетную труппу Императорских театров сразу на положение солиста:

Из мужского состава труппы выделялся Николай Осипович Гольц (1800—1880). Богато одаренный, он уже в школе вызывал удивление педагогов. Редкая трудоспособность позволила Гольцу одновременно специализироваться в самых разнообразных отраслях сценического искусства. К моменту его выпуска руководители драмы, оперы, балета и оркестра настаивали на определении Гольца каждый в свой коллектив. Ввиду невозможности достигнуть соглашения вопрос был передан на рассмотрение министра, после чего Гольца назначили в балетную труппу на партии первого танцовщика. Он полностью оправдал возложенные на него надежды и работал в петербургской балетной труппе 73 года (считая пребывание в школе), последовательно занимая амплуа классического, затем характерного танцовщика, а потом мимического актёра.— История русского балета
Официально дебютировал на сцене Большого театра в 1823 году, исполнив партию Ростислава в балете Дидло «Кавказский пленник, или Тень невесты». Будучи артистом труппы в течение 58 лет, создал на сцене множество разносторонних балетных образов, исполнил большое количество партий и танцевальных дивертисментов, также сам поставил несколько танцев. Как премьер, исполнял виртуозные мужские партии, но наиболее полно его дарование раскрылось в драматических ролях и мимических партиях, где он создавал глубоко жизненные, достоверные образы.

Гольц стал ведущим романтическим танцовщиком, органически вошёл в психологически сложные балеты Ж. Перро, создал драматические роли в балетах М. И. Петипа. Будучи виртуозным классическим танцовщиком, он прославился также исполнением мазурки и „Русской“, был прекрасным исполнителем партий „королей“ и „благородных отцов“, создателем комедийных и гротесковых ролей.— Энциклопедия балета
Начиная с 1838 года был партнёром Марией Тальони, выступавшей в Петербурге несколько сезонов, танцевал с ней более 200 раз. В 1848 году танцевал с Фанни Эльслер. С конца 1840-х годов выступал только в мимических партиях.
В качестве балетмейстера Николай Гольц сочинял характерные танцы, поставил танцевальные сцены в нескольких операх. Специально для него Михаил Глинка сочинил мазурку в опере «Жизнь за царя» (1843).
В течение 1845—1871 годах одновременно с работой на сцене преподавал бальные и характерные танцы в Петербургском театральном училище; кроме того, обучал бальным танцам в различных учебных заведениях и частным образом. Так, среди его учеников был композитор Михаил Глинка.
В 1845 году Гольц побывал в Париже. В качестве новинки он привёз из Франции в Петербург новый модный танец — польку; сначала он поставил её на сцене, а потом распространил в великосветском петербургском обществе — в скором времени польку затанцевали на балах и в аристократических салонах.
В 1872 году на сцене императорского Мариинского театра торжественно справлялся полувековой юбилей Николая Осиповича Гольца, к которому была выпущена брошюра «В память 50-летия сценической деятельности артиста балетной труппы Николая Осиповича Гольца. 1822—1872».
Сценическая деятельность Николая Гольца продолжалась 58 лет (Энциклопедия балета называет 72 года, учитывая время учёбы, когда он уже начал выходить на сцену). Столь длительный срок сделал его свидетелем и участником множества балетных событий, с его именем прочно связана история петербургского балета XIX столетия — «дедушка Гольц» представлял собою живую летопись русского балета. Ему довелось работать с 16 балетмейстерами, среди которых были Шарль Дидло, Алексис Блаш, Филиппо Тальони, Жюль Перро, Артур Сен-Леон, Мариус Петипа. Являлся партнёром по меньшей мере 50 прославленных балерин, среди которых: Авдотья Истомина, Евгения Колосова, Мария Тальони, Фанни Эльслер, Карлотта Гризи, Елена Андреянова, Екатерина Телешева, Татьяна Смирнова, Екатерина Вазем, Евгения Соколова. Только в партнерстве с Марией Тальони танцевал более 200 раз.

## Репертуар
Николай Гольц исполнил главные партии в 73 балетах, а всего выступил более чем в 80 ролях. Во многих партиях он являлся первым исполнителем.
- 1808 — Амур*, «Зефир и Флора», балетмейстер Ш. Дидло
- 1817 — Ульрик*, «Венгерская хижина, или Знаменитые изгнанники» А. Венюа, балетмейстер Ш. Дидло
- 1819 — Симон*, Генрих, «Рауль де Креки, или Возвращение из крестовых походов» К. Кавоса и Т. В. Жучковского, балетмейстер Ш. Дидло[4]
- 1823 — Ростислав*, «Кавказский пленник» К. Кавоса, балетмейстер Ш. Дидло
- 1824 — Руслан**, «Руслан и Людмила, или Низвержение Черномора, злого волшебника» Ф. Е. Шольца, балетмейстеры Ш. Дидло и А. Огюст
- 1825 — Ипполит*, «Федра» К. Кавоса и Турика, балетмейстер Ш. Дидло
- «Восстание в серале»
- 1832 — Осман*, «Сумбека, или Покорение Казанского ханства» И. Сонне, балетмейстер А. Блаш
- 1832 — Дон Жуан*, «Дон Жуан», балетмейстер А. Блаш
- 1833 — Марс*, «Марс и Венера, или Вулкановы сети», балетмейстер А. Блаш по балету Ж.-Б. Блаша
- 1834 — Амадис*, «Амадис, или Паж и волшебница», балетмейстер А. Блаш
- 1838 — Рудольф*, «Дева Дуная» А. Адана, балетмейстер Ф. Тальони
- 23 ноября 1838 — Фредерик*, «Гитана, или Испанская цыганка», балетмейстер Ф. Тальони  (Гитана — Мария Тальони)
- 1839 — Лоредан*, «Тень», балетмейстер Ф. Тальони
- 1840 — Райдаг-бей*, «Морской разбойник», балетмейстер Ф. Тальони
- 1841 — Владетель Калькутты*, «Дая, или Португальцы в Индии», балетмейстер Ф. Тальони
- 1847 — Граф Д’Эрвильи, «Пахита» Л. Минкуса, балетмейстер М. Петипа
- 1848 — Великий визирь*, «Сатанилла, или Любовь и Ад», балетмейстер М. Петипа
- 1853 — граф Рагоцкий*, «Венгерская хижина, или Знаменитые изгнанники» А. Венюа, балетмейстер Ш. Дидло
- Клод Фролло, «Эсмеральда» Ц. Пуни, балетмейстер Ж. Перро
- 1855 — Годфрид Бульонский*, «Армида», балетмейстер Ж. Перро
- 1858 — Сеид-паша, «Корсар» А. Адана, балетмейстер Жюль Перро
- 1858 — Герцог Ратибор*, «Эолина, или Дриада», балетмейстер Ж. Перро
- 1860 — Дон Фортунате*, «Грациелла», балетмейстер А. Сен-Леон
- 1862 —  Фараон*, «Дочь фараона», балетмейстер М. Петипа
- 1863 — Залем*, «Ливанская красавица», балетмейстер М. Петипа
- 1864 — Пётр*, «Конёк-Горбунок» Ц. Пуни, балетмейстер Артур Сен-Леон
- 1865 — граф Стернгольд, «Фиаметта» Л. Минкуса, балетмейстер Артур Сен-Леон
- 1871 (либо 1877[4]) — Гамаш**, «Дон Кихот», балетмейстер М. Петипа
- 1877 — Великий брамин*, «Баядерка» Л. Минкуса, балетмейстер М. Петипа
- 1879 — Гений холода*, «Дочь снегов», балетмейстер М. Петипа

(*) — первый исполнитель партии
(**) — первый исполнитель партии при постановке новой редакции балета

## Постановки
В качестве балетмейстера Н. Гольц поставил несколько концертных номеров и танцевальных сцен в операх:
- 1843 — «Жизнь за царя» М. И. Глинки — мазурка (эту музыку Глинка сочинил и вставил специально по просьбе Н. О. Гольца[5])
- 1835 — «Аскольдова могила» А. Н. Верстовского — славянская пляска[5]
- 1856 — «Русалка» А. С. Даргомыжского (совместно с М. И. Петипа).